# Pusztaszer
Pusztaszer je obec v Maďarsku v župě Csongrád-Csanád v okrese Kistelek. K 1. lednu 2017 zde žilo 1 365 obyvatel.

## Geografie
Obec je vzdálena asi 10 km severovýchodně od okresního města Kistelek. Od města s župním právem, Segedína, se nachází asi 35 km severozápadně.

## Doprava
Do obce se lze dostat silnicemi z Kiskunfélegyházy, Kisteleku a Tömörkényi.